# Aad Wagenaar (journalist)
Aad Wagenaar (Rotterdam, 7 mei 1939 – 30 september 2021) was een Nederlands journalist. Hij ontdekte in 1994 de naam van een zigeunermeisje dat tot dan toe als Joods oorlogsslachtoffer was beschouwd.

## Zijn werk
Wagenaar werkte voor Het Vrije Volk, het Rotterdams Nieuwsblad, en de Haagsche Courant. In 1990 kreeg hij samen met zijn collega Paul van Beckum de Prijs voor de Dagbladjournalistiek, voor een reeks artikelen over de Nederlandse adel.
In april 1970 publiceerde  Wagenaar een boek over het bombardement op Rotterdam van 14 mei 1940, gebaseerd op honderden interviews met getuigen, onder wie ook Duitse generaals, parachutisten en bemanningsleden van de bommenwerpers van het Kampfgeschwader 54. De VARA-televisie zond een 50 minuten durende documentaire uit over dit onderzoek.
In december 1992 begon hij een onderzoek naar de identiteit van een meisje dat tijdens de Tweede Wereldoorlog uit Kamp Westerbork was weggevoerd. Op de Westerborkfilm die destijds door Rudolf Breslauer in het kamp werd gemaakt van een vertrekkend transport, was te zien dat ze haar hoofd even uit de goederenwagon stak, voor deze werd gesloten. Na de oorlog werd het meisje een icoon voor de Jodenvervolging, maar haar identiteit was onbekend. Wagenaar ontdekte dat in de film van Breslauer een nummer op de treinwagon is te zien, en kwam er via dat nummer achter dat het niet ging om een wagon met Nederlandse Joden, maar om een wagon met Nederlandse zigeuners. Op 7 februari 1994 hoorde hij op een woonwagenkamp in Spijkenisse van de Sinti-vrouw Crasa Wagner dat het meisje Settela Steinbach heette. Later werd duidelijk dat Settela met haar moeder en vijf van haar negen broertjes en zusjes in Auschwitz is vergast. De vier oudere kinderen uit het gezin Steinbach kwamen in andere kampen om het leven.
De zoektocht van Wagenaar werd vastgelegd door Cherry Duyns in de documentaire Settela, gezicht van het verleden (1994). Wagenaar publiceerde over zijn onderzoek het boek Settela; het meisje heeft haar naam terug.
In 2008 verscheen van zijn hand Bokito!, over de gelijknamige gorilla die in 2007 in het nieuws kwam toen hij ontsnapte uit zijn verblijf in Diergaarde Blijdorp.
Wagenaar verzorgde de eindredactie van het in 2017 verschenen boek Oorlogsouders van Isabel van Boetzelaer. Na publicatie bleek dat Oorlogsouders op essentiële punten onbetrouwbaar was. Een herziene druk verscheen in mei 2018, maar kon de verdenking van geschiedvervalsing niet wegnemen. In tegenstelling tot Ad van Liempt, die ook bij Oorlogsouders betrokken was, heeft Wagenaar geen afstand genomen van het boek.
Wagenaar overleed na een kort ziekbed op 82-jarige leeftijd.